# Therezópolis Gold
Therezópolis Gold é uma cerveja do tipo pilsen produzida na cidade de Teresópolis, no estado do Rio de Janeiro. É feita com maltes importados e de acordo com a Reinheitsgebot, lei alemã que garante a pureza das cervejas produzidas naquele país. A empresa foi fundada em 1912 por Alfredo Claussen, descendente de imigrantes dinamarqueses que povoaram o município. Até então a família produzia apenas cerveja artesanal para consumo próprio.